# Kreuz (Christentum)

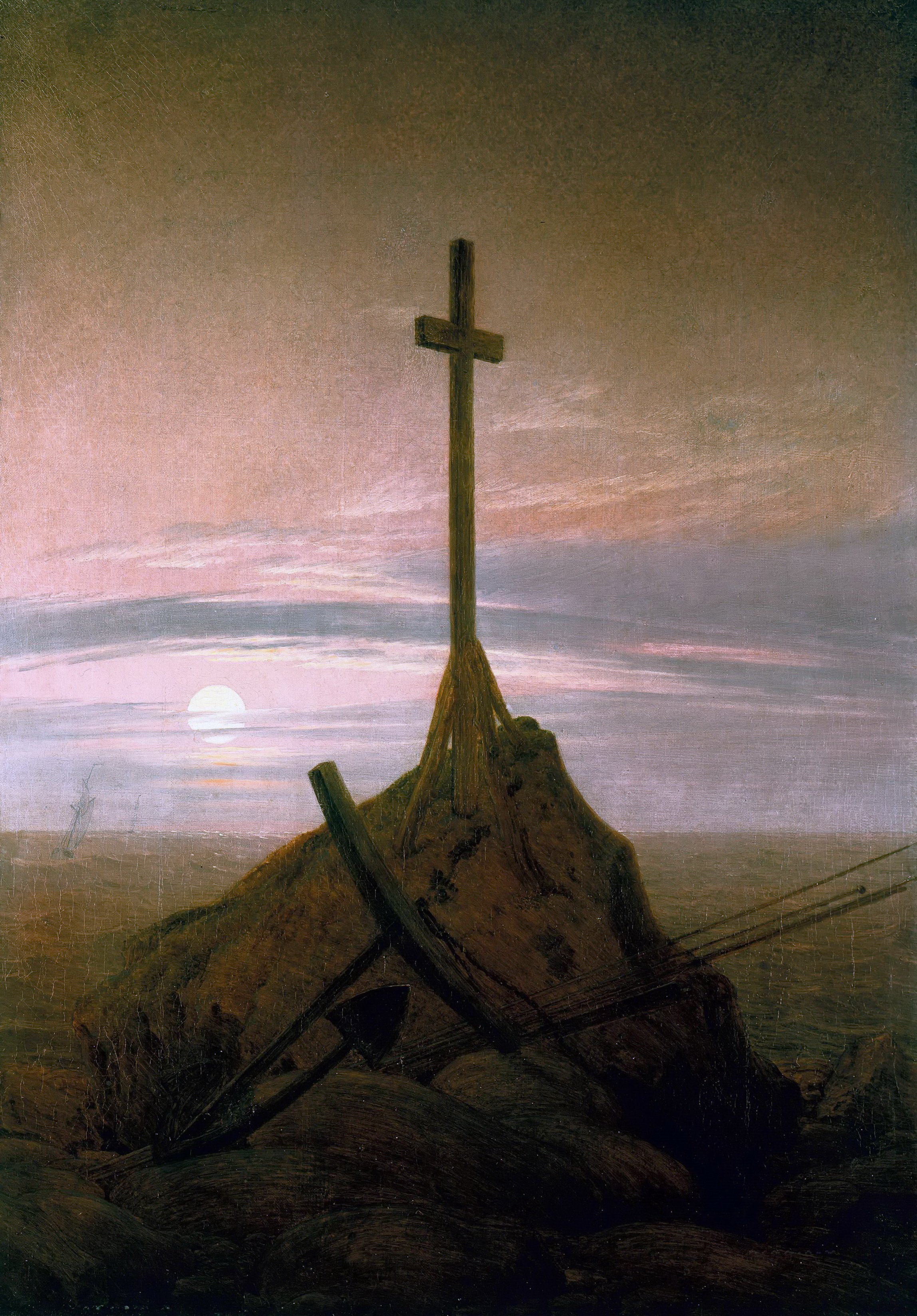
Caspar David Friedrich: Kreuz an der Ostsee, um 1815

Das Kreuz ist eines der Hauptsinnzeichen des Christentums.

## Einführung

Christusmonogramm

Staurogramm

Das ursprüngliche Symbol des frühen Christentums ist nicht das Kreuz, sondern es sind das Staurogramm und das Christusmonogramm ΧΡ (erste Buchstaben Chi und Rho der griechischen Schreibung ΧΡΙΣΤΟΣ ‚Christus‘). Es wurde aber schon früh auch ornamental in Kreuzform angeordnet. Erst im 5. Jahrhundert trat es zurück, und das Kreuz übernahm die Funktion, nachdem schon im 3. Jahrhundert der Gebrauch des Bekreuzigens mit den Fingern gekommen war. Die Erstform war die T-förmige Crux commissa (Taukreuz, auch ägyptisches Kreuz, mittlerweile Antoniuskreuz genannt), aus dem früh auch die Crux ansata (koptisches Kreuz, Henkelkreuz) entstand.
Die heute übliche Crux immissa (Hochkreuz, lateinisches Kreuz, Passionskreuz) ist ab dem 4. Jahrhundert (Zeit Kaiser Konstantin des Großen, 324–337 n. Chr.) als Symbol nachweisbar und kam mit der Verehrung des Kreuzes Christi auf.

## Bedeutung des Kreuzes

### Exegetische Bedeutung
Nach dem Neuen Testament wurde Jesus Christus an einem Kreuz hingerichtet. Das Neue Testament kennt in seiner altgriechischen Fassung zwei Begriffe, die in deutschen Übersetzungen häufig mit „Kreuz“ wiedergegeben werden. Der seltener gebrauchte Begriff ξύλον xýlon umfasste ursprünglich nur die Bedeutung „Holz“ im Sinne von „Baum, Pfahl, Balken“, wird aber bereits seit dem 1. Jhd. auch als „Kreuz“ übersetzt, da das Griechische hier nicht zwischen dem Material und dem Zweck des Gegenstandes unterscheidet (das hebräische etz bedeutet sowohl Holz als auch Baum). Es findet sich ausschließlich in der Apostelgeschichte, dem ersten Petrusbrief und gehäuft in den paulinischen Briefen.
Der öfter gebrauchte Begriff σταυρός staurós hingegen umfasst zwei Bedeutungsebenen, nämlich „Balken“ und „Kreuz“. Dieses Wort findet sich in den Evangelien, in den paulinischen Briefen sowie im Hebräerbrief. Der Begriff erfuhr erst durch die Übersetzung in die lateinische Sprache eine Verengung auf das Kreuz (crux, lat.) hin, die historisch die bessere Übersetzung darstellt.

### Theologische Bedeutung und Symbolik

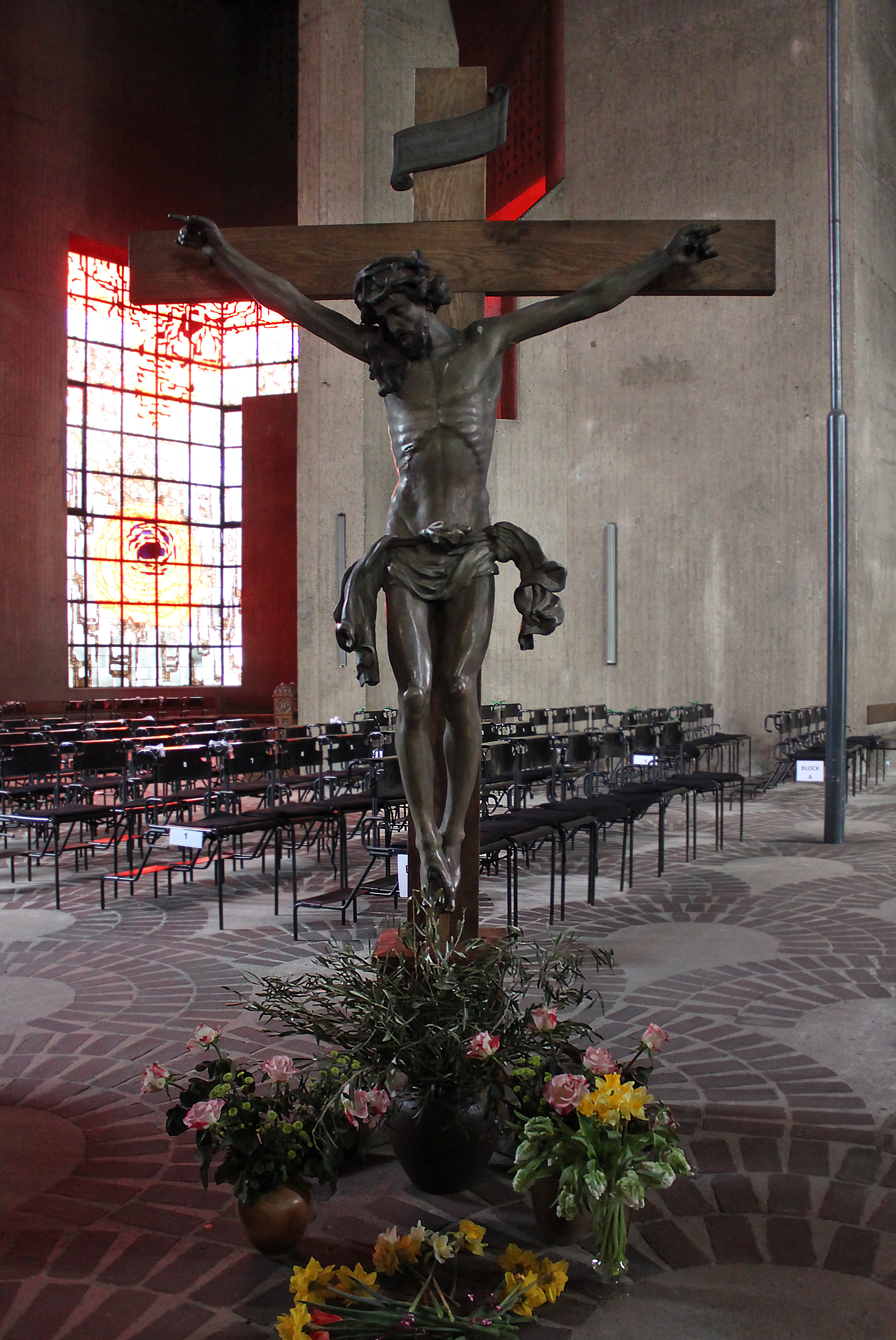
Barockes Kreuz im Mariendom in Neviges

Die Christen glauben, dass die Kreuzigung an einem Kreuz stattfand; demnach symbolisiert das Kreuz die Verbindung bzw. den Bund zwischen dem Irdischen (waagerechte Achse des Kreuzes) und dem Himmlischen oder Göttlichen (senkrechte Achse des Kreuzes). Das Kreuz symbolisiert somit zum einen den Opfertod Jesu Christi, zum anderen die Verbundenheit des Menschen mit der Erde und den Mitmenschen (waagerechte Achse des Kreuzes) sowie mit dem Göttlichen (senkrechte Achse des Kreuzes). Vertikale und Horizontale stehen auch für die beiden Seiten der Schöpfung: Himmel und Erde, Geist und Materie, Seele und Leib, das Männliche und das Weibliche in der biblischen Zahlensymbolik.
Durch die Auflehnung und Rebellion gegen Gott (Sünde) ist die ursprüngliche Verbindung zwischen Mensch und Gott zerrissen oder der Bund gebrochen. Die dadurch entstandene Kluft zwischen dem sündigen Menschen und Gott ist nur durch das Eingreifen Gottes selbst zu überbrücken. Der Mensch ist von sich aus nicht in der Lage, den Bund wiederherzustellen und so die Sünde zu beseitigen. Diese Sünde musste gesühnt werden, damit der Mensch gerecht vor Gott sein kann. Durch seinen Tod am Kreuz, durch sein vergossenes „Blut des Bundes“ (Mk 14,24 ; vgl. Ex 24,8 ) im „Bundesopfer“, hat Jesus Christus die Verbindung zwischen Gott und Mensch wiederhergestellt. Als Sohn Gottes starb er für die „gottlosen Sünder“ (Röm 5,6 ) und bewirkte damit die Versöhnung zwischen Gott und Mensch (vgl. 2 Kor 5,18–21 2 Kor 5,18–21). Damit ist der Weg zu Gott frei für jeden, der diese Versöhnung annimmt. Daher wird das Kreuz vom Zeichen des Fluches (vgl. Gal 3,13 ; Dtn 21,23 ) zum Zeichen der Versöhnung, der Wiederherstellung, der Gottesbeziehung und des Bundes und damit zum Hoffnungszeichen („Im Kreuz ist Heil, im Kreuz ist Leben, im Kreuz ist Hoffnung“, Antiphon am Karfreitag).
In westlichen Kulturen steht das Kreuz, vom Gebrauch als Zeichen des Sieges über den Tod auf Gräbern angebracht, zudem als Symbol für den Tod. Das Kreuz steht in der Westkirche seit dem 13. Jahrhundert auch als Symbol der Qualen, die Jesus Christus bei der Kreuzigung erleiden musste. Das Kreuz Jesu trug den Evangelien zufolge eine Inschrift mit der Angabe, dass Jesus der König der Juden sei. Die lateinische Abkürzung des Satzes in Joh 19,19–22  lautet INRI und findet sich auf vielen Darstellungen der Kreuzigung Jesu.
Ein Kreuz mit dem Leib des Gekreuzigten nennt man Kruzifix.

### Kreuz und Sakrament
Ursprung und Zentrum der Eucharistie ist das Kreuz, weil nach Deutung der Kirchenväter Blut und Wasser aus der geöffneten Seite des Gekreuzigten (Joh 19,34 ) zeichenhaft auf die beiden Hauptsakramente der Kirche, Eucharistie und Taufe, hinweisen.

## Verschiedene Formen des christlichen Kreuzes
Die verschiedenen Kreuzformen sind häufige Motive der Heraldik, Sphragistik und Vexillologie. Oft existieren verschiedene Bezeichnungen für die gleiche Darstellung. In der Heraldik sind viele Kreuze nach der Ausbildung der Kreuzenden benannt. Beispiele sind Lilienendenkreuz, Apfelkreuz, Nagelspitzkreuz. Ist die Darstellung aus gekreuzten symbolischen Ästen, so ist es ein Astkreuz. Wird dieses Kreuz um 45 Grad gedreht, entsteht ein Burgunderkreuz. Ein Radkreuz sieht wie ein Wagenrad aus.
Allgemein wird bei christlichen Kreuzen anhand der Länge des unteren Kreuzarms zwischen griechischem bzw. gleicharmigem Kreuz und lateinischem bzw. Hochkreuz unterschieden.
| Bild                          | Anmerkungen | Beispiel                                                             |
| ----------------------------- | --- | -------------------------------------------------------------------- |
| Andreaskreuz                  | Das schräg gestellte Andreaskreuz, genannt nach dem Apostel Andreas, der nach der Überlieferung an einem solchen Kreuz hingerichtet wurde. |                                                                      |
| Antoniuskreuz                 | Das T-förmige Antoniuskreuz ist benannt nach dem Heiligen Antonius, der mit dem krückenförmigen Mönchsstab dargestellt wird. Dieses Kreuz wird auch Taukreuz genannt, nach dem 19. Buchstaben des griechischen Alphabets, Tau. Mehrere Mönchsorden verwenden ein Taukreuz als Anhänger, darunter die Franziskaner (siehe Abbildung). |                                                                      |
| Armenisch-Apostolisches Kreuz | Das Armenische Kreuz besitzt vier Arme, die an ihrem Ende leicht auslaufen (kurvige Linien) und verziert sind. Meist ist das gesamte Kreuz reich verziert. Es ist anzutreffen in Armenien, Georgien, der Türkei und in Iran. Die Armenischen Kreuze sind ca. 1700 Jahre alt. Sie sind auch oft mit den detailreichen Mustern in Mauern hineingeschlagen. | Armenisches Kreuz                                                    |
| Das Byzantinische Kreuz       | Das Byzantinische Kreuz hat nach außen sich verbreiternde Enden. Es ist ein Kreuz der byzantinischen Kirche und wird von der griechisch-orthodoxen Kirche verwendet. |                                                                      |
| Griechisches Kreuz            | Das Griechische Kreuz hat vier gleich lange Arme und kommt häufig in verschiedenen Varianten bei Ordensdekorationen vor. Das historisch jüngere Schweizer Kreuz ist unabhängig vom Griechischen Kreuz seit dem Spätmittelalter als Schweizer Wappen entstanden, daraus hervorgehend auch das Emblem des Internationalen Rotkreuz-Komitees. | Griechisches Kreuz · Rotes Kreuz                                     |
| Keltisches Kreuz              | Das Keltenkreuz (auch Hochkreuz) ist ein lateinisches Kreuz mit einem Ring, das man besonders in Irland und Schottland verwendet. Es ist oft mit keltischen Knoten verziert und kann als Nimbuskreuz mit verlängerten Balken dargestellt sein. |                                                                      |
| Koptisches Kreuz              | Das Koptische Kreuz ist ein Kreuz, das sich an das altägyptische Anch-Symbol anlehnt. In der Esoterik wird das Anch oft in vielfältiger und darum nicht genau bestimmbarer Bedeutung benutzt. In der populären Kultur kommt es häufig als Symbol für Unsterblichkeit oder Lebenskraft vor, so etwa in Subkulturen wie der Gothic-Szene, wo es gerne als Schmuck getragen wird, in Computerspielen und in Filmen. | Koptisches Kreuz                                                     |
| Lateinisches Kreuz            | Das Lateinische Kreuz oder Passionskreuz ist das verbreitetste Kreuz in den westlichen lateinischen Kirchen. Der Längsbalken ist dabei länger als der Querbalken, welcher oberhalb der Mitte den Längsbalken kreuzt. Es symbolisiert zum einen den Opfertod Jesu Christi. Zum anderen symbolisiert es die Verbundenheit des Menschen mit der Erde und den Mitmenschen (waagerechte Achse des Kreuzes), sowie mit dem Göttlichen (senkrechte Achse des Kreuzes). |                                                                      |
| Patriarchenkreuz              | Das Patriarchenkreuz, auch Erzbischofskreuz oder Spanisches Kreuz genannt, wird oft in Bildern von Kirchenfürsten, insbesondere Bischöfen und Kardinälen dargestellt. Der kleinere Querbalken symbolisiert die Inschrift auf dem Kreuz. |                                                                      |
| Petruskreuz                   | Das Petruskreuz ist ein auf dem Kopf stehendes lateinisches Kreuz. Katholische Kirchen, die dem hl. Petrus geweiht sind, tragen oder trugen ein dementsprechendes Kreuz auf dem Turm. Heutzutage wird das umgekehrte Kreuz auch als Umkehrung christlicher Werte interpretiert, so zum Beispiel im Umfeld des modernen Okkultismus. In der Black-Metal-Szene und der Schwarzen Szene wird darum das umgekehrte Kreuz auch losgelöst vom religiösen Kontext, ähnlich dem Drudenfuß, verwendet, oft allerdings als Provokation. |                                                                      |
| Russisches Kreuz              | Das Russische Kreuz ist das Kreuz der russisch-orthodoxen Kirche, bei dem zwei parallele waagerechte Kreuzarme die Senkrechte schneiden, Querbalken und Titulus. Darunter befindet sich noch ein dritter, schräggestellter Arm, das Fußbänkchen darstellend. Er mahnt zur Entscheidung zwischen Himmel und Hölle. Der oberste Querarm ist in etwa so breit wie der schräglinksliegende Fußarm. |                                                                      |
| Papstkreuz                    | Das Papstkreuz ist das offizielle Symbol des päpstlichen Amtes. Die drei Querbalken symbolisieren die drei päpstlichen Gewalten: die Priester-, Hirten- und Lehrgewalt. |                                                                      |
| Lothringerkreuz               | Das Lothringerkreuz ist ein Kreuz mit zwei gleich langen Querbalken. |                                                                      |
| Kleeblattkreuz (Lazaruskreuz) | Das Lazarus-Kreuz (Kleeblattkreuz) ist Symbol für die Verbindung von Christuskreuz und Dreifaltigkeit. Es hat zwei gleich lange Balken die in der Mitte senkrecht aufeinander stehen. Die vier Enden laufen in ein Dreiblättriges Kleeblatt aus, gestielt nennt man es Brabanter Kreuz. Die dritte Variante ist in ein Nimbuskreuz im Perlenkranz aufgelöst | Kleeblattkreuz, gestielt (Brabanterkreuz) · Kleeblattkreuz, nimbiert |
| Wiederkreuz                   | Das Wiederkreuz ist ein Kreuz mit je einem Kreuz an den Enden. |                                                                      |
| Weihekreuz                    | Das aus gebogenen Linien gebildete und von einem Kreis umschlossene nimbierte Weihekreuz (lat. crux signata) in der Mensa (Deckplatte) von Altären, auf liturgischen Geräten und an den Wänden von Kirchenräumen, in der Regel dort, wo die Apostelleuchter angebracht sind oder waren; daher auch Apostelkreuz genannt. Diese Kreuzform ist vor allem in katholischen und vorreformatorischen Kirchen zu finden. Bis zur Reformation wurde dieses Kreuz auch als päpstliches Hoheitszeichen verwendet, deshalb findet man auch die Bezeichnung Päpstliches Kreuz, das allerdings namentlich nicht mit dem jetzigen Papstkreuz verwechselt werden darf, das eine Abwandlung des Patriarchenkreuzes mit drei Querbalken darstellt. Im allgemeinen und außerchristlichen Kontext wird es auch als Radkreuz bezeichnet. | Apostelleuchter mit -kreuz                                           |
| Malteserkreuz                 | Das Malteserkreuz ist das Symbol des Souveränen Malteserordens und ziert dessen Flagge. Es wird auch von den verschiedenen Einrichtungen und Organisationen des Malteserordens (z. B. Malteser Hilfsdienst in Deutschland, Malteser Hospitaldienst Austria in Österreich) geführt. Auch die diversen protestantischen Johanniterorden, deren Unfallhilfen und der Lazarus-Orden verwenden das Malteserkreuz. Es besteht im Gegensatz zu normalen Kreuzen aus acht Spitzen. | Malteserkreuz                                                        |
| Santiagokreuz                 | Das Santiagokreuz oder Jakobskreuz ist das Emblem des im 12. Jahrhundert in Spanien gegründeten Santiago-Ritterordens. Während die seitlichen Kreuzarme lilienförmig enden, sind der obere und untere Arm waffenartig geformt. Es findet sich entlang des Jakobswegs sowie – mehr oder weniger versteckt – in vielen Wappen der ehemals vom Santiagoorden beherrschten Städte im Süden Spaniens. | Wappen der Stadt Blanca                                              |
| Calatravakreuz                | Das Calatravakreuz ist das Emblem des im 12. Jahrhundert in Spanien gegründeten Calatrava-Ritterordens. Alle vier Kreuzarme enden lilienförmig. Es findet sich in vielen Wappen der ehemals vom Calatravaorden beherrschten Städte im Süden Spaniens. | Wappen der Kleinstadt Canena                                         |
| Avis-Kreuz                    | Das Avis-Kreuz ist das Emblem des im 12. Jahrhundert in Portugal gegründeten Avis-Ritterordens, der aus dem spanischen Calatravaorden hervorging. Alle vier Kreuzarme enden lilienförmig. |                                                                      |
| Hugenottenkreuz               | Das Hugenottenkreuz ist ein häufig benutztes Symbol der französischsprachigen Protestanten und Hugenotten. Es ist ein Malteserkreuz, mit acht Perlen besetzt. |                                                                      |
| Tatzenkreuz                   | Das Tatzenkreuz, auch Templer- und Kanonenkreuz genannt, ist ein Kreuz mit verbreiterten, häufig gebogenen, Balkenenden. Das Tatzenkreuz ist in den verschiedenen abgewandelten Formen heute noch zu finden (z. B. bei der Bundeswehr als Hoheits- und Ehrenzeichen, das Eiserne Kreuz). Die Form mit den geraden, nur am Ende nach außen gebogenen Armen wird auch als Prankenkreuz bezeichnet. Das Ulrichskreuz ist in der Wappenkunst nur eine besondere Form des Tatzenkreuzes. | Eisernes Kreuz · Prankenkreuz · Templerkreuz                         |
| Krückenkreuz                  | Das Kruckenkreuz, auch Krückenkreuz oder Hammerkreuz, ist ein Kreuz mit Querbalken (Krücken) an den vier Enden. Das Kruckenkreuz war Symbol der austrofaschistischen Vaterländischen Front und des von ihr regierten Ständestaates. | Kruckenkreuzemblem der Vaterländischen Front                         |
| Ankerkreuz                    | Das Ankerkreuz hat alle Arme gleich lang und ist damit ein griechisches Kreuz. Die Arme enden ankerförmig. Heute wird es u. a. als Verdienstkreuz verwendet. |                                                                      |
| Astkreuz                      | Das Astkreuz hat seinen Namen von den baumförmigen Balken, die mit Aststümpfen versehen sind. Die Kreuzform ist meist die eines Lateinischen Kreuzes, es sind jedoch auch welche mit Gabelkreuzen anzutreffen, die als Astkreuz ausgeführt sind. Am häufigsten wurde diese Kreuzform in der Gotik verwendet, so zum Beispiel in der Wiener Minoritenkirche (1275), aber auch im romanischen Hildesheimer Dom (1015). Das Astkreuz stellt die Assoziation mit dem „Baum des Lebens“, d. h. mit dem ewigen Leben, her. Im 19. Jahrhundert wurden Astkreuze oft mit Wein- oder Efeulaub umrundet ausgeführt. | Unregelmäßiges Astkreuz                                              |
| Jerusalemkreuz                | Das Jerusalemkreuz zeigt ein Griechisches Kreuz, in dessen vier Quadranten jeweils ein kleineres griechisches Kreuz angeordnet ist. In frühen Darstellungen wird an Stelle des großen griechischen Kreuzes ein Kruckenkreuz verwendet. |                                                                      |
| Union Jack                    | Der Union Jack stellt eine Überlagerung der Flagge von England (Georgskreuz), der Flagge von Schottland (Andreaskreuz) und der ehemaligen Flagge von Irland (Patrickskreuz) dar. | Georgskreuz · Andreaskreuz · Patrickskreuz                           |
| LF-Kreuz                      | Dieses Kreuz ist das Logo und Erkennungszeichen der libanesisch-christlichen Partei Forces Libanaises. Das äußere rote Kreuz symbolisiert den Glauben an Jesus Christus. Das innere weiße Kreuz symbolisiert das Leid der Christen im Libanon im Laufe der Geschichte. Die Spitze am unteren Ende des Kreuzes soll die Wehrhaftigkeit und den Selbstverteidigungswillen der christlichen Minderheit darstellen. |                                                                      |
| Bolnissikreuz                 | Das Bolnissikreuz stammt von der Bolnissi-Sioni-Kirche (5. Jh.) in Bolnissi (Georgien). |                                                                      |
| Weinrebenkreuz                | Das Weinrebenkreuz, auch Georgisches Kreuz oder Kreuz der heiligen Nino ist das Kreuz der georgischen orthodoxen Apostelkirche. Sein Charakteristikum sind die herabhängenden Arme. Es ist eines der Hauptsymbole der georgischen Orthodoxie und stammt aus der Zeit des 4. Jahrhunderts, als das Christentum in Georgien Staatsreligion wurde. | Kreuz der heiligen Nino in der Sioni-Kathedrale                      |
| Davidstern mit Kreuz          | Kombination aus Kreuz und Davidstern, welche von Messianischen Juden verwendet wird | Kreuz mit Davidstern                                                 |

Weitere Formen des Kreuzes, auch in nicht-christlichem Kontext, finden sich im Artikel Kreuz (Symbol).

## Geschichte des christlichen Kreuzes

### Entstehungsgeschichte
Die Entstehungsgeschichte des Kreuzes als Glaubenssymbol ergibt sich aus dem Neuen Testament. Die im griechischen Urtext benutzten Wörter σταυρός staurós, σταυρόω stauróō, ἀνασταυρόω anastauróō und ξύλον xýlon werden im biblischen Kontext zumeist mit „Kreuz“ beziehungsweise „Kreuzigung“ übersetzt. Das Wort staurós hat neben der Bedeutung „Pfahl, Balken“ oder „Holzstange“ (benutzt vor allem auch im Kontext von Palisaden und hölzernen Unterlagen) auch die von „Hinrichtungsgegenstand für eine Kreuzigung“. Xýlon, das im Neuen Testament öfters als Synonym für staurós auftaucht, bedeutet „Holz“. Es geht also entweder um den Querbalken, den ein zu Kreuzigender zum Hinrichtungsort tragen musste, oder um die Konstruktion aus Balken, die die Form eines T oder eines Kreuzes hatte.
In frühchristlicher Zeit ist das Kreuz als christliches Symbol unbekannt. Die altchristliche Kunst stellte die Leidensgeschichte, und vor allem die Kreuzigung, nur selten dar. Als wahrscheinlich älteste Einzeldarstellung der Kreuzigung gilt ein aus Gaza (oder evtl. Syrien) stammender Jaspis ägyptisch-magischen Ursprungs aus dem späten zweiten bis frühen dritten Jahrhundert mit der Teilinschrift ΥIE ΠATEP IHCOΥ XPICTE (in etwa: „Sohn Vater Jesus Christus“). Die magischen Amulette der Frühchristen wurden von der Kirche selten geduldet, aber in der offiziellen christlichen Kunst selbst fand das Kreuz nur langsam nach der Abschaffung der Kreuzigungsstrafe (320) Eingang. Im Jahr 325 hatte der Tradition nach die Kaisermutter Helena das Kreuz Christi und seine Grabeshöhle aufgefunden. Im Jahr 312 hatte Kaiser Konstantin der Große seine von den zeitgenössischen Historikern unterschiedlich gedeutete Vision vor der Schlacht bei der Milvischen Brücke, woraufhin er ein entsprechendes Feldzeichen (labarum) mit dem als Staurogramm interpretierten Himmelszeichen anfertigen ließ, was ihm der Legende nach zum Sieg verholfen haben soll.
Die Konversion Konstantins zum Christentum und dessen Anerkennung als neue Staatsreligion (391) unter dem Nachfolger Theodosius gab eventuell den frühen Christen die Möglichkeit, den Kreuzestod nun öffentlich zu bekennen. Zudem fiel nach der Abschaffung der Kreuzigungsstrafe die Hemmung weg, ein Hinrichtungswerkzeug zum Symbol zu nehmen. Nachweisen lässt sich das Kreuz als generelles christliches Symbol erst seit der Zeit der Völkerwanderung (375–568 n. Chr.). Oft wird das Konzil von Ephesos (431) als „offizielle Einführung“ des Kreuzes als christliches Zeichen genannt. 432 n. Chr. findet sich dann zum Beispiel eine Kreuzigungsdarstellung am Portal der Basilika Santa Sabina auf dem Aventin in Rom, jedoch ohne Kreuz. Als älteste bekannte Kreuzigungsdarstellung in einem narrativen Kontext gilt die auf einem italienischen Elfenbeinkästchen, das um 420 datiert wird.
Aufgrund der Abwesenheit frühchristlicher Kreuzes- und Kreuzigungsikonographie wird spekuliert, dass das Kreuz als christliches Symbol weniger aus der Tatsache der Kreuzigung Christi selbst, sondern in der Auseinandersetzung mit der heidnischen Umwelt entstanden ist. Viele zur Zeitenwende in Rom populäre Kulte, aber auch der spätere Mithraismus kannten kreuzförmige und kreuzähnliche Symbole, nicht zuletzt das Sonnenrad. Die Darstellung einer Kreuzigung in einem religiösen Kontext ist jedoch lediglich von einem Hämatitschmuckstein aus einem bislang unbekannten synkretistischen orphisch-bacchischen Kult im 3. Jahrhundert bekannt. Aus der ersten Hälfte des 3. Jahrhunderts n. Chr. ist dagegen das 1856 in ehemaligen Wachräumen eines römischen Gebäudes am Palatin entdeckte und „Spottkruzifix vom Palatin“ genannte Alexamenos-Graffito bekannt, in dem das Hinrichtungswerkzeug nicht als T, sondern als Kreuz dargestellt wird.
Im Mittelalter wuchs die Bedeutung der Kreuzessymbolik durch die zahlreichen Kruzifixe, insbesondere auch durch die zahlreichen Triumphkreuze in Kirchen und Kathedralen, die unter Einfluss der Tropäen, der antiken römischen Siegeskreuze entstanden waren. Eine ungewöhnliche Deutung früher Kreuze ist als μηχανή mêchanê, als sog. „Theatermaschine Jesu Christi“ bekannt. Eine besondere Darstellung der Kreuzigung enthält eine räumliche Ikonographie des Kreuzes mit angedeuteter Rotation und gedrehten bzw. schrägem suppedaneum, bekannt v. a. von ostkirchlichen Kreuzigungsbildern und frühmittelalterlichen Darstellungen im Westen.
Eine Erweiterung des Bildes durch die Gottesmutter, umgeben von den drei tröstenden Frauen, scheint eine logische Folgerung zu sein.
Schließlich kommt es auch zur Entstehung des Typus des volkreichen Kalvarienbergs, einer Darstellungsform, die nicht nur die klassischen, neutestamentlich begründeten Figuren mit einbezog, sondern darüber hinaus eine Masse an Zuschauern darstellte.

### Darstellung des christlichen Kreuzes und der Kreuzigung Christi in der Kunst
Frühe Kreuze in der Kunst (Apsismosaik von Sant’Apollinare in Classe, Ravenna) zeigen es ohne die Figur Christi, oft als glänzendes, von Edelsteinen besetztes Kreuz (crux gemmata, Gemmenkreuz). Karolingische Elfenbeinreliefs stellen die Kreuzigung als Szene mit der Allegorie der Kirche als weiblicher Figur dar, die in einem Kelch das Blut Christi auffängt.
Einzelne Kreuze mit der plastischen Figur Jesu bezeichnet man als Kruzifixe. Als eines der ältesten erhaltenen monumentalen Kruzifixe gilt neben dem Enghausener Kreuz das Gerokreuz im Kölner Dom aus der Zeit um 980. Hier wird Jesus im Tod dargestellt. Sonst erscheint der Gekreuzigte in Werken der Romanik als ferner Gott am Kreuz, der den Tod überwunden hat, frei von Schmerzen. Erst um 1200 verstärkt sich der Ausdruck des Leidens. Gabelkreuze wie das von St. Maria im Kapitol in Köln (um 1300) stellen in den extremsten Formen die Schmerzen dar (crucifixus dolorosus, schmerzensreiches Kruzifix), was das Mitgefühl des Betrachters aufruft und die Vermenschlichung des Christusbildes befördert. Die Königskrone romanischer Darstellungen wird nun durch die Dornenkrone ersetzt.
Die Frage, ob Jesus mit drei oder vier Nägeln ans Kreuz geschlagen wurde, war von Theologen schon länger diskutiert worden, doch bis ins Hochmittelalter sind die Füße des Gekreuzigten immer nebeneinander und einzeln angenagelt (sogenanntes Viernagelkruzifix). Mit dem Übergang zum Dreinagelkreuz wird die stehende Haltung des Gekreuzigten zu einer in sich gedrehten, was die Vorstellung von der Qual Jesu verstärkt.
Beim Kreuzzug 1204 meinte man, in Konstantinopel die echten Nägel vom wahren Kreuz Christi gefunden zu haben – angeblich waren es drei. Ob dies der Grund für den Übergang zum Dreinagelkreuz ist, ist unklar, denn schon vor diesem Datum findet man das Dreinagelkreuz, beispielsweise 1149 am Taufbecken von Tienen (Tirlemont) (Musées royaux d’art et d’histoire, Brüssel). In der Folge setzt sich diese Darstellungsform durch, erst in der Barockzeit kehren einige Künstler wie Velazquez zum Viernageltypus zurück. Das Kreuz wird im Mittelalter in den Kirchen oft als großes Triumphkreuz aufgestellt. Die Kreuzesbalken werden manchmal als Äste ausgebildet, um das Kreuz als Lebensbaum (lat. arbor vitae) zu kennzeichnen (Bernwardstür Hildesheim). Sind um das Kreuz herum die Leidenswerkzeuge der Passion angeordnet, spricht man vom Arma-Christi-Kreuz.
Kreuzigungsbilder mit Nebenfiguren nennt man Kreuzigungsgruppen. In der traditionellen Ikonographie wird Maria auf der linken Seite (d. h. auf der rechten Seite vom Gekreuzigten aus gesehen) dargestellt, der Jünger Johannes auf der Rechten. Der sterbende Jesus neigt sein Haupt nach links. Als weitere Person kann Maria Magdalena hinzutreten, sie klammert sich an den Kreuzesstamm. Darstellungen des Kreuzigungsgeschehens auf dem Berg Golgota mit den Kreuzen der beiden mit Jesus gekreuzigten Schächer nennt man Kalvarienberge. Als plastische Gruppen wurden sie oft unter freiem Himmel aufgestellt. Die figurenreiche Bilder der Kreuzigung in der spätmittelalterlichen Malerei bezeichnet man als volkreiche Kalvarienberge. Hier treten Maria, Johannes, Maria Magdalena und weitere Frauen meist gemeinsam auf der linken Seite auf, dazu Longinus mit der Lanze, Stephaton mit dem Essigschwamm, die Schergen, die um den Rock Christi würfeln, sowie andere Personen, die Jesus verspotten.

## Verwendung

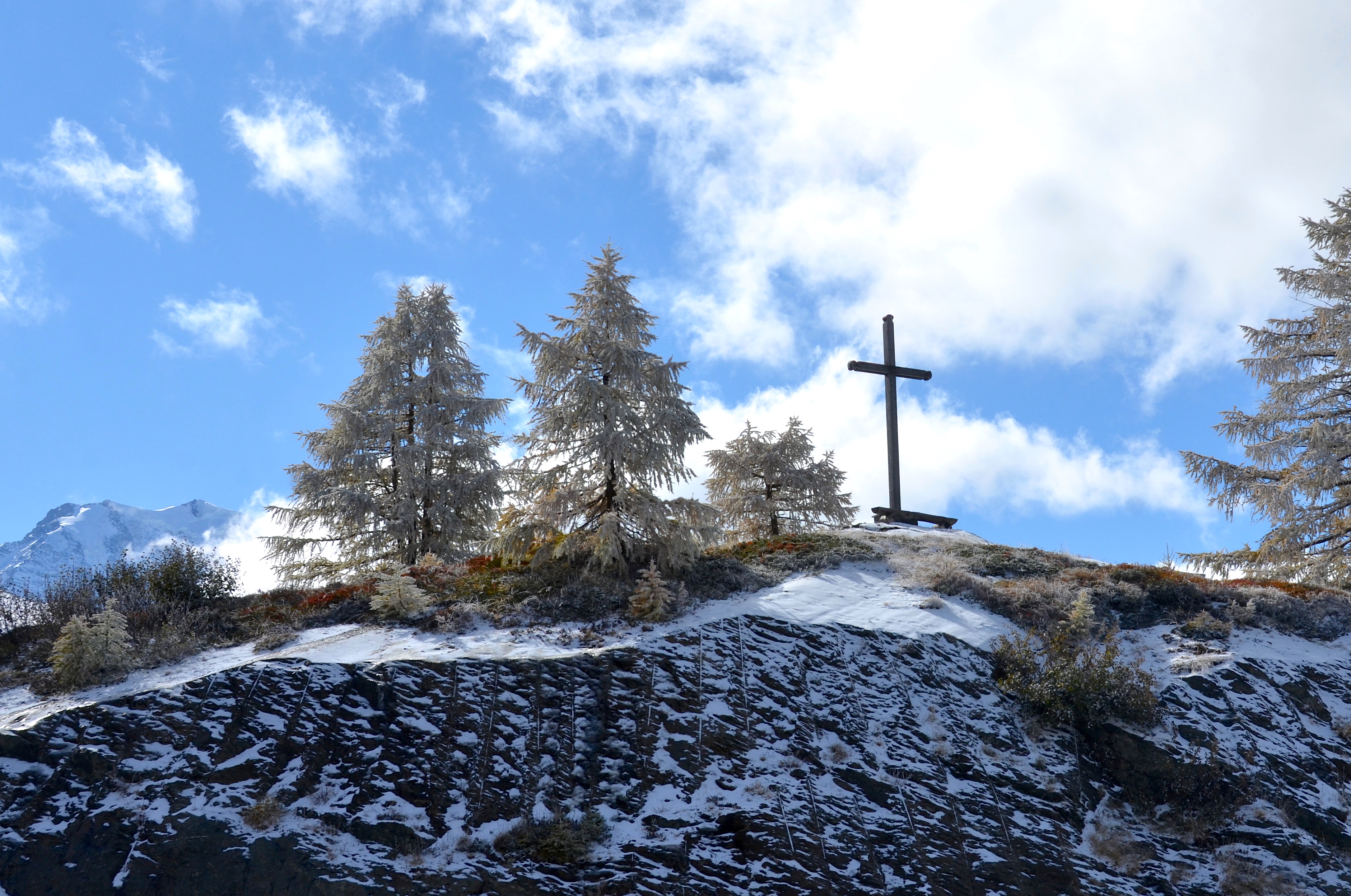
Wegekreuz am Simplonpass in der Schweiz

Das Kreuz erscheint an vielen Orten als Bekenntnis zum Christentum.
- Viele Christen tragen das Kreuz als Schmuck an einer Halskette.
- Katholiken, Orthodoxe, teilweise auch Protestanten machen das Kreuzzeichen, indem sie mit zwei Handbewegungen ein Kreuz schlagen und sich so bekreuzigen oder mit diesem Zeichen andere segnen.

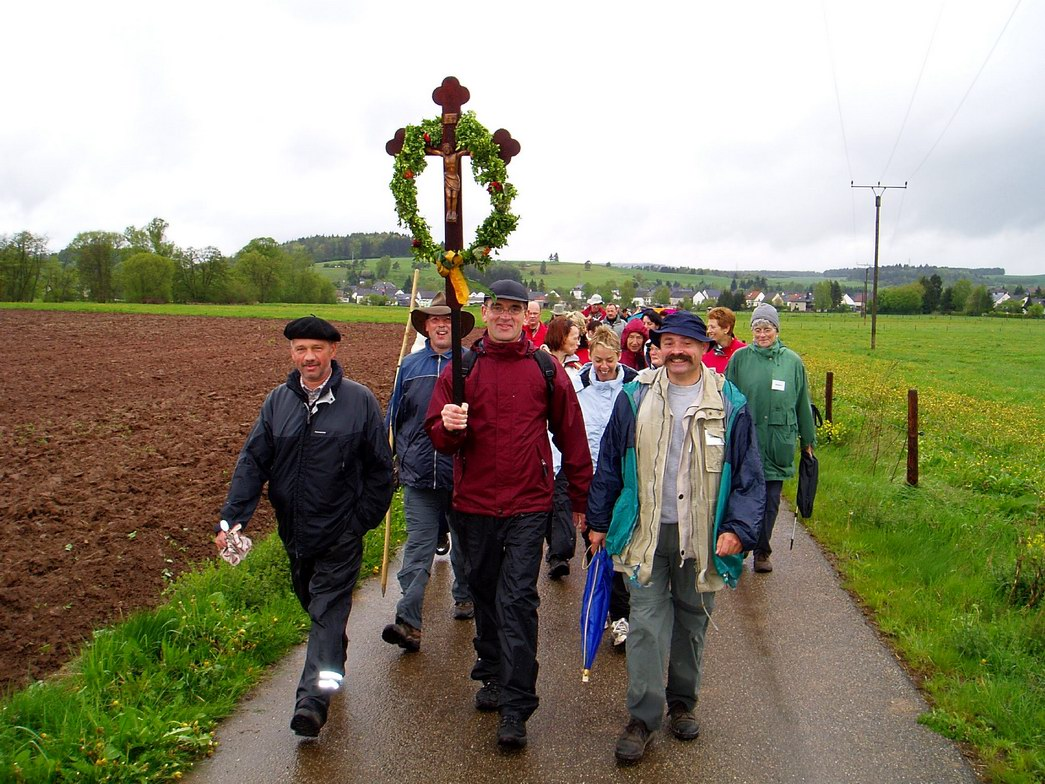
Wallfahrer mit Vortragekreuz auf dem Weg durch die Eifel nach Trier

- In Kirchen ist das Kreuz über oder auf dem Altar angebracht. Auch die Spitzen vieler Kirchtürme tragen ein Kreuz. Zahlreiche Kirchen haben einen kreuzförmigen Grundriss.
- Bei Prozessionen und Wallfahrten wird in der Regel ein Vortragekreuz oder Prozessionskreuz vorangetragen.
- In vielen christlichen Ländern hängt ein Kreuz oder ein Kruzifix an öffentlichen Plätzen, in Amtsstuben oder Schulen. Im Zuge der Trennung von Kirche und Staat ist aber ein Trend zur Abwendung von diesem Brauch zu erkennen. So hing in jedem bayrischen Klassenzimmer bis zum Kruzifix-Beschluss im Jahre 1995 ein Kreuz.
- Der Buchdeckel vieler Bibeln und Gesangbücher trägt ein Kreuz.
- Christliche Gräber werden oft durch ein Kreuz geziert.
- Die Internationale Rotkreuz- und Rothalbmond-Bewegung benutzt in ihrer Symbolik u. a. ein rotes Kreuz, eine Abwandlung der Flagge der Schweiz. Viele christliche Orden, z. B. die Malteser, widmen sich der Krankenpflege, weshalb das Kreuz oftmals medizinische Einrichtungen oder Hilfsorganisationen kennzeichnet (z. B. in vielen Ländern Apotheken).
- Da das christliche Kreuz Bestandteil vieler Wappen christlicher Herrscher und Ritterorden des europäischen Mittelalters war, erscheint es bis zum heutigen Tag auch in militärischen Hoheitszeichen, Flaggen, Fahnen oder Auszeichnungen, z. B. dem Tatzenkreuz der Bundeswehr oder dem Kreuz der französischen Ehrenlegion.

### Christliche Kreuze in Flaggen, Fahnen, Hoheitszeichen und Wappen
In fast allen europäischen Staaten war das Christentum ein staatsgründendes Moment und in Folge zumindest eine staatstragende Kraft oder gar Staatsreligion. Daher tauchten in Wappen, Symbolen, Fahnen oder Flaggen der jeweiligen Herrscher häufig christliche Kreuze auf und sind in der Folge bis heute dort zu finden.

### Nationalflaggen/Kriegsflaggen mit Kreuzen
| Flagge | Datum             | Funktion                            | Art des Kreuzes                                       |
| ------ | ----------------- | ----------------------------------- | ----------------------------------------------------- |
|        | 22. Mai 1909      | Flagge Australiens                  | Union Jack                                            |
|        | 28. Juni 1967     | Flagge Burundis                     | Andreaskreuz                                          |
|        | 1219              | Flagge Dänemarks                    | skandinavisches Kreuz                                 |
|        | 3. November 1981  | Flagge Dominicas                    |                                                       |
|        | 6. November 1844  | Flagge der Dominikanischen Republik |                                                       |
|        | 10. Oktober 1970  | Flagge Fidschis                     | Union Jack mit Georgskreuz im Wappen                  |
|        | 29. Mai 1918      | Flagge Finnlands                    | skandinavisches Kreuz                                 |
|        | 26. Januar 2004   | Flagge Georgiens                    | Jerusalemkreuz                                        |
|        | März 1822         | Flagge Griechenlands                | griechisches Kreuz                                    |
|        | 1. Januar 1801    | Flagge Großbritanniens              | Union Jack (Georgskreuz, Andreaskreuz, Patrickskreuz) |
|        |                   | ehemalige Seekriegsflagge Indiens   | Georgskreuz                                           |
|        | 19. Juni 1915     | Flagge Islands                      | skandinavisches Kreuz                                 |
|        | 6. August 1962    | Flagge Jamaikas                     | Andreaskreuz                                          |
|        |                   | Seekriegsflagge Lettlands           | Balkenkreuz                                           |
|        |                   | Flagge Liechtensteins               | Kreuz über dem Fürstenhut                             |
|        | 15. April 1942    | Flagge Maltas                       | Georgskreuz                                           |
|        |                   | Flagge der Republik Moldau          |                                                       |
|        | 15. April 1942    | Flagge Neuseelands                  | Union Jack                                            |
|        | 1. Januar 1899    | Flagge Norwegens                    | skandinavisches Kreuz                                 |
|        |                   | Seekriegsflagge Russlands           | Andreaskreuz                                          |
|        | 22. Januar 1906   | Flagge Schwedens                    | skandinavisches Kreuz                                 |
|        | 4. Juli 1815      | Flagge und Wappen der Schweiz       | griechisches Kreuz (auch: Schweizer Kreuz)            |
|        | 11. November 2010 | Flagge Serbiens                     | Serbisches Kreuz                                      |
|        | 1990              | Flagge der Slowakei                 | Patriarchenkreuz                                      |
|        | 19. Dezember 1981 | Flagge Spaniens                     | kleines lateinisches Kreuz als Schmuck der Krone      |
|        |                   | Flagge Tongas                       | griechisches Kreuz                                    |
|        | 1978              | Flagge Tuvalus                      | Union Jack                                            |

Dies ist lediglich ein Auszug, die Liste wäre beliebig fortsetzbar. Auch in der Deutschen Bundeswehr wird das Kreuz als Tatzenkreuz (Baltenkreuz des Deutschen Ordens) verwendet.

## Islam
Im Islam stieß das Kreuz (arabisch صليب, DMG ṣalīb) als Symbol des Christentums schon früh auf Ablehnung. Nach einem Hadith, der in verschiedenen kanonischen Sammlungen überliefert ist, soll Jesus am Ende der Zeiten alle Kreuze in Stücke brechen. Nach verschiedenen Überlieferungen, die auf seine Ehefrau Aischa bint Abi Bakr zurückgeführt werden, ließ Mohammed Gegenstände, die Kreuzsymbole trugen, von seiner Wohnstätte entfernen und Kreuzsymbole auf Kleidungsstücken herausschneiden. In den von den Muslimen eroberten Gebieten des Vorderen Orients wurde auch die öffentliche Zurschaustellung von Kreuzen eingeschränkt. Abū Yūsuf berichtet in seinem „Buch über die Grundsteuer“ (Kitāb al-Ḫarāǧ), dass Abū ʿUbaida ibn al-Dscharrāh bei der Eroberung Syriens verfügte, dass Kreuze dort nur einmal jährlich bei einer Prozession öffentlich gezeigt werden durften, dies allerdings nur außerhalb der Städte und fern von muslimischen Siedlungen. Eine ähnliche Beschränkung soll Chālid ibn al-Walīd bei seiner Eroberung von al-Hīra den dortigen Christen auferlegt haben.

## Bildergalerie

Kreuzigung mit Maria, Longinus, Stephaton und Johannes (8. Jahrhundert).
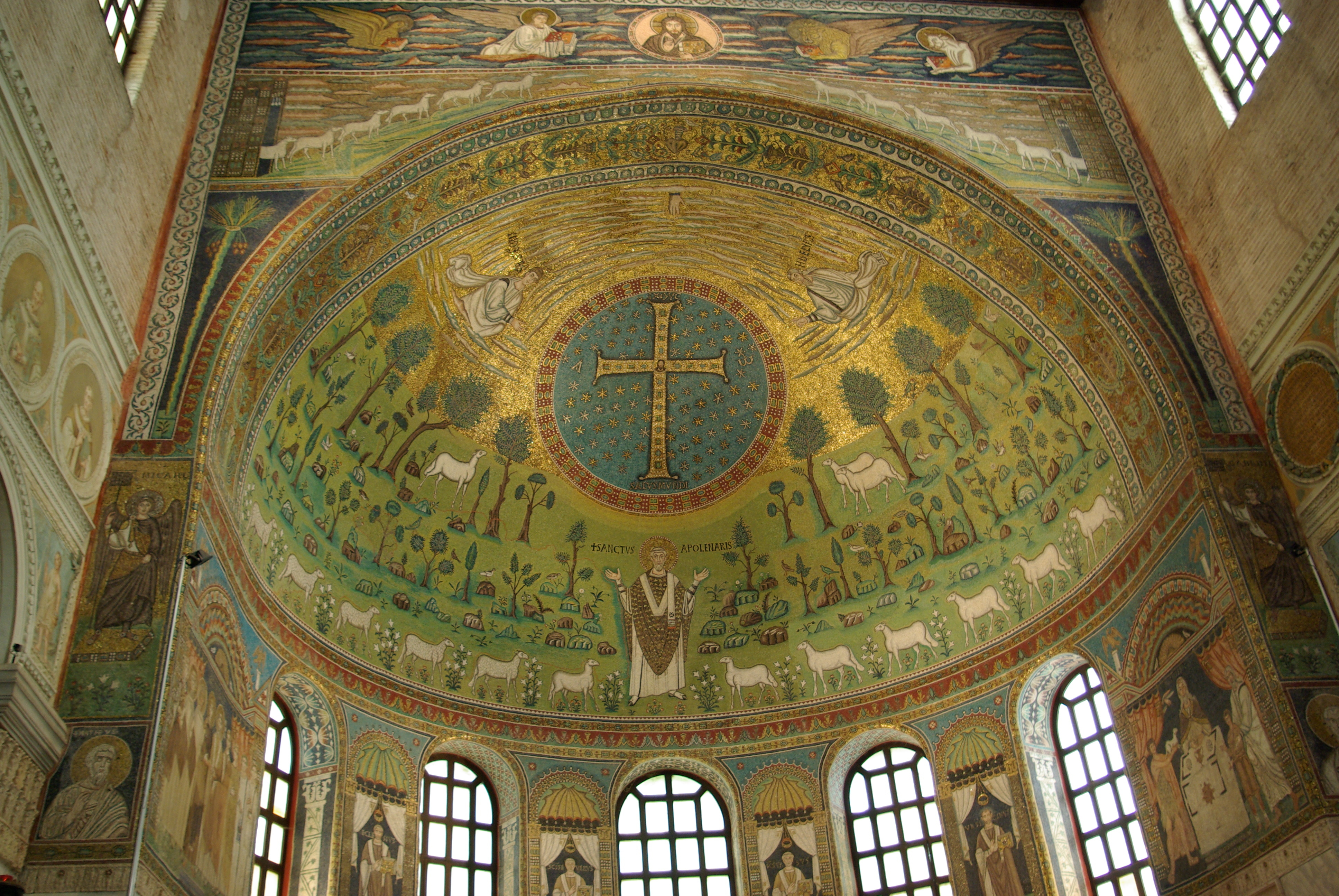
Crux gemmata, Apsismosaik, 6. Jh., Sant’Apollinare in Classe, Ravenna
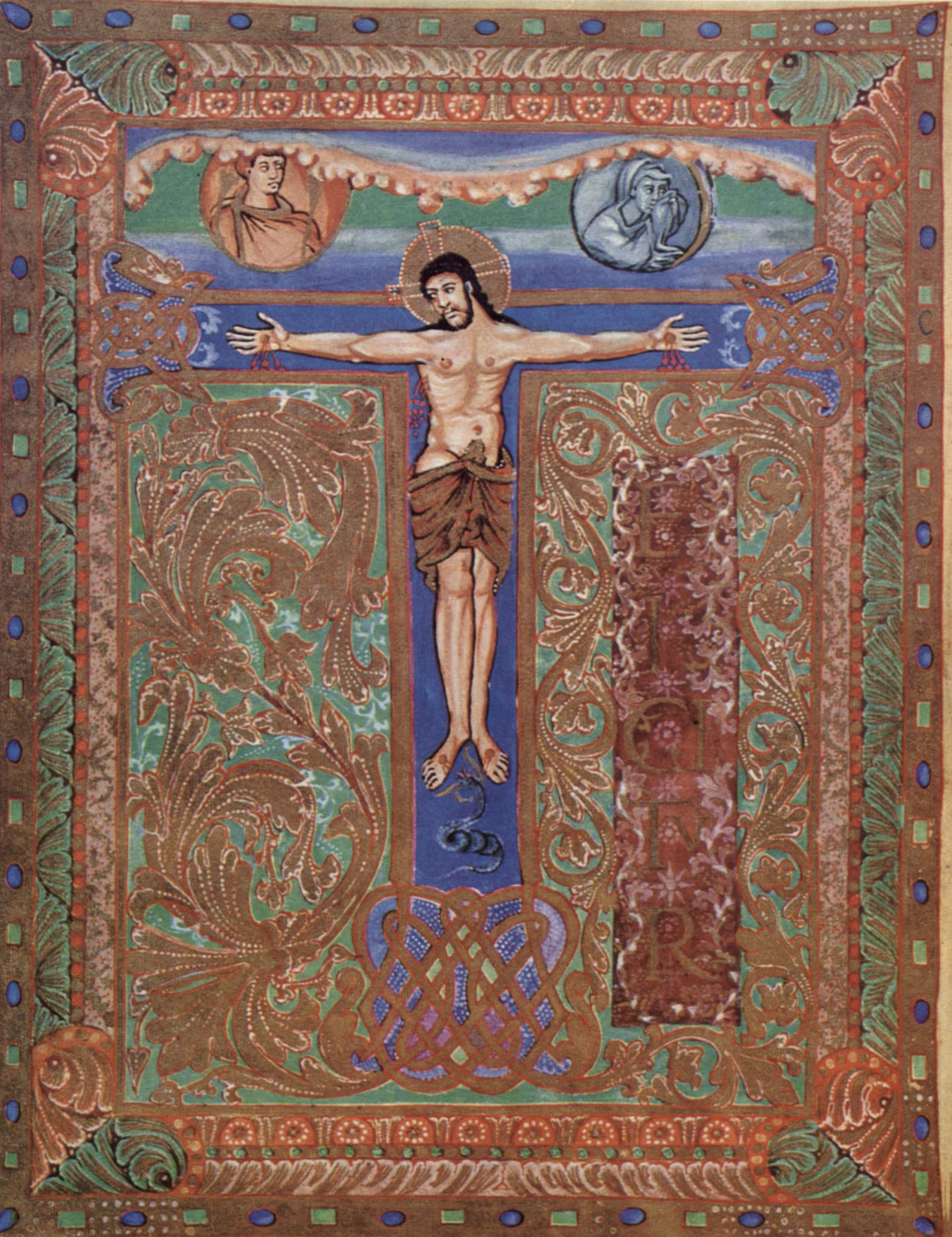
Meister des Krönungssakramentars (Darstellung aus der 2. Hälfte des 9. Jahrhunderts).
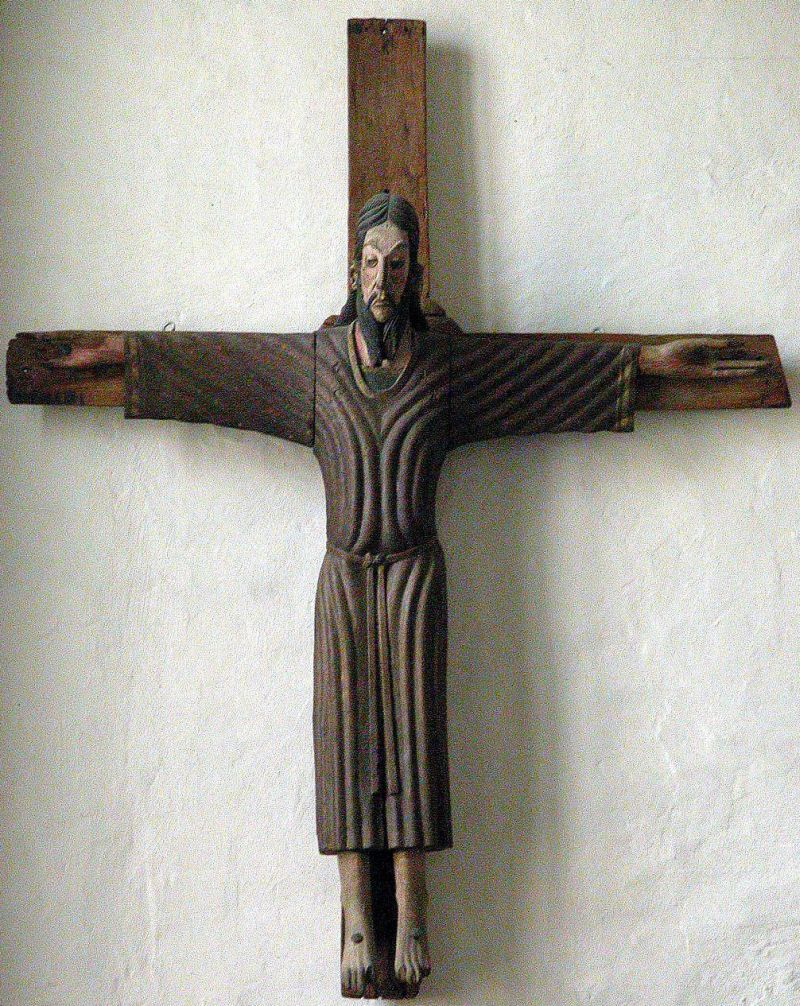
Volto Santo: Kreuz des Meister Imervard (um 1150)
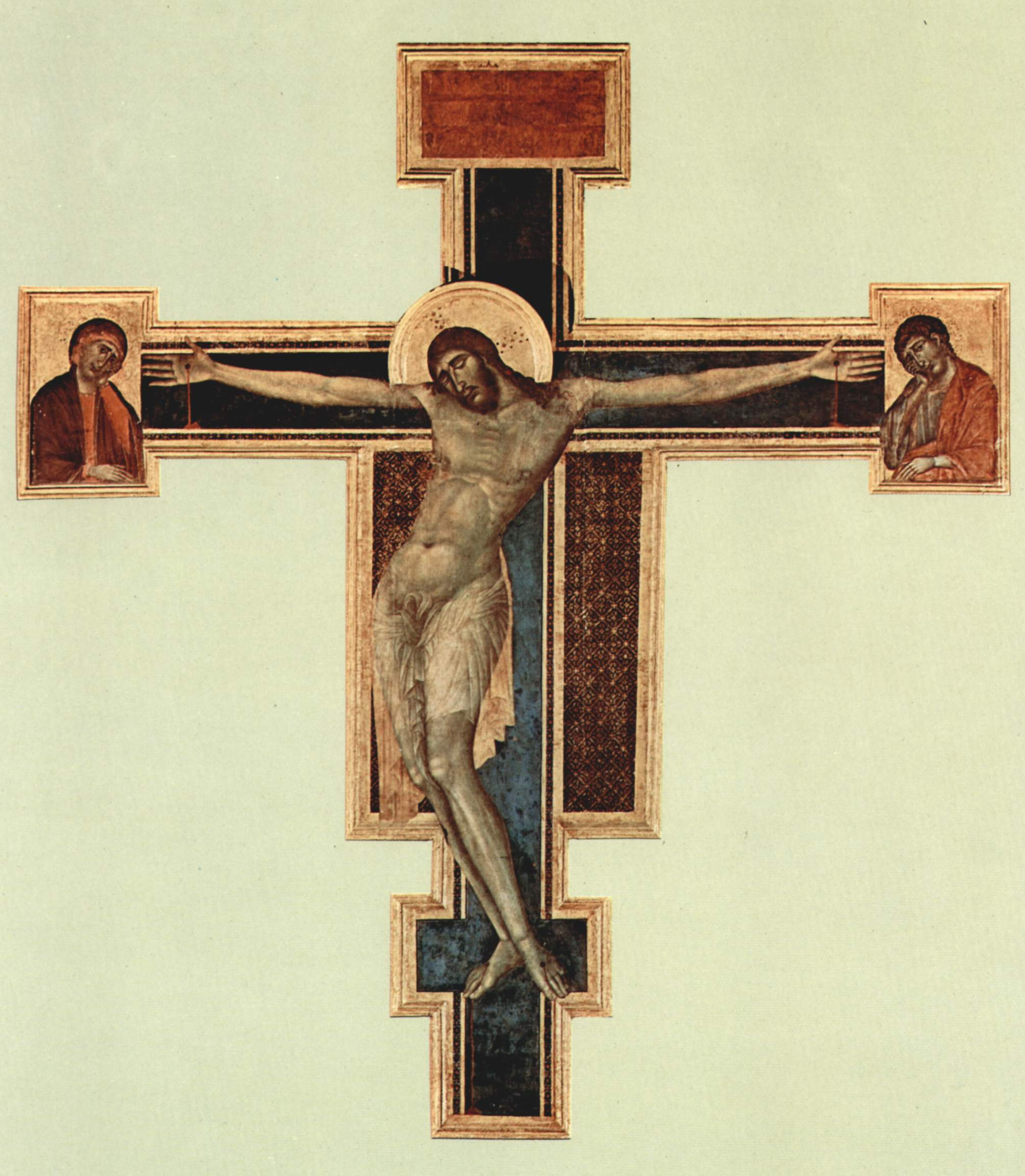
Croce dipinta: Cimabue; 1287/88 Museo del’opera di S. Croce, Florenz,
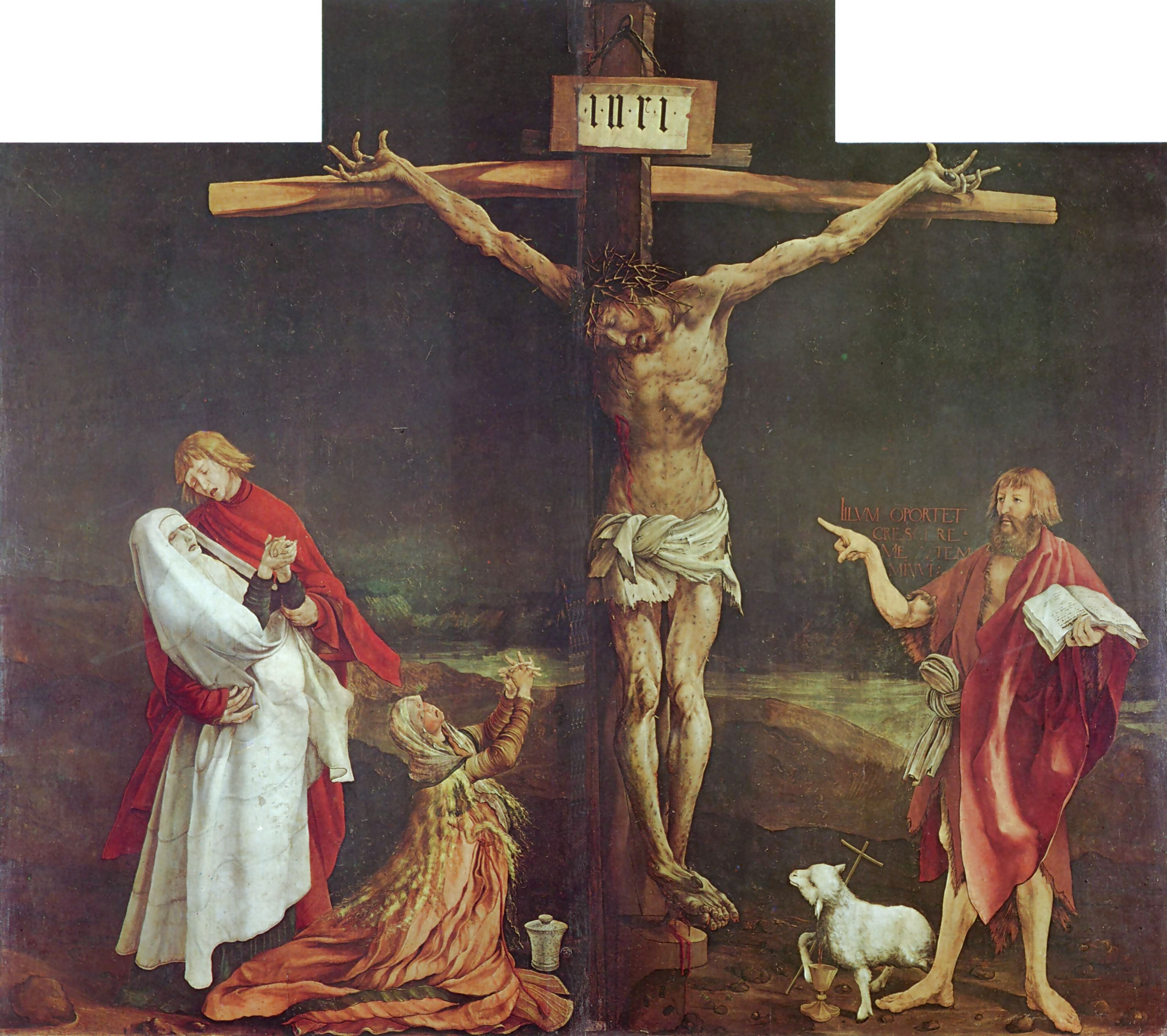
Kreuzigung von Matthias Grünewald, 1506–1515
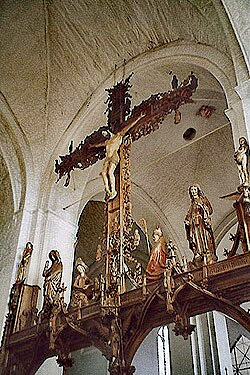
Triumphkreuz von Notke (um 1430–1509) im Lübecker Dom.
Der Heilige Lukas, dargestellt als Maler der Kreuzigungsszene (Barockzeit).
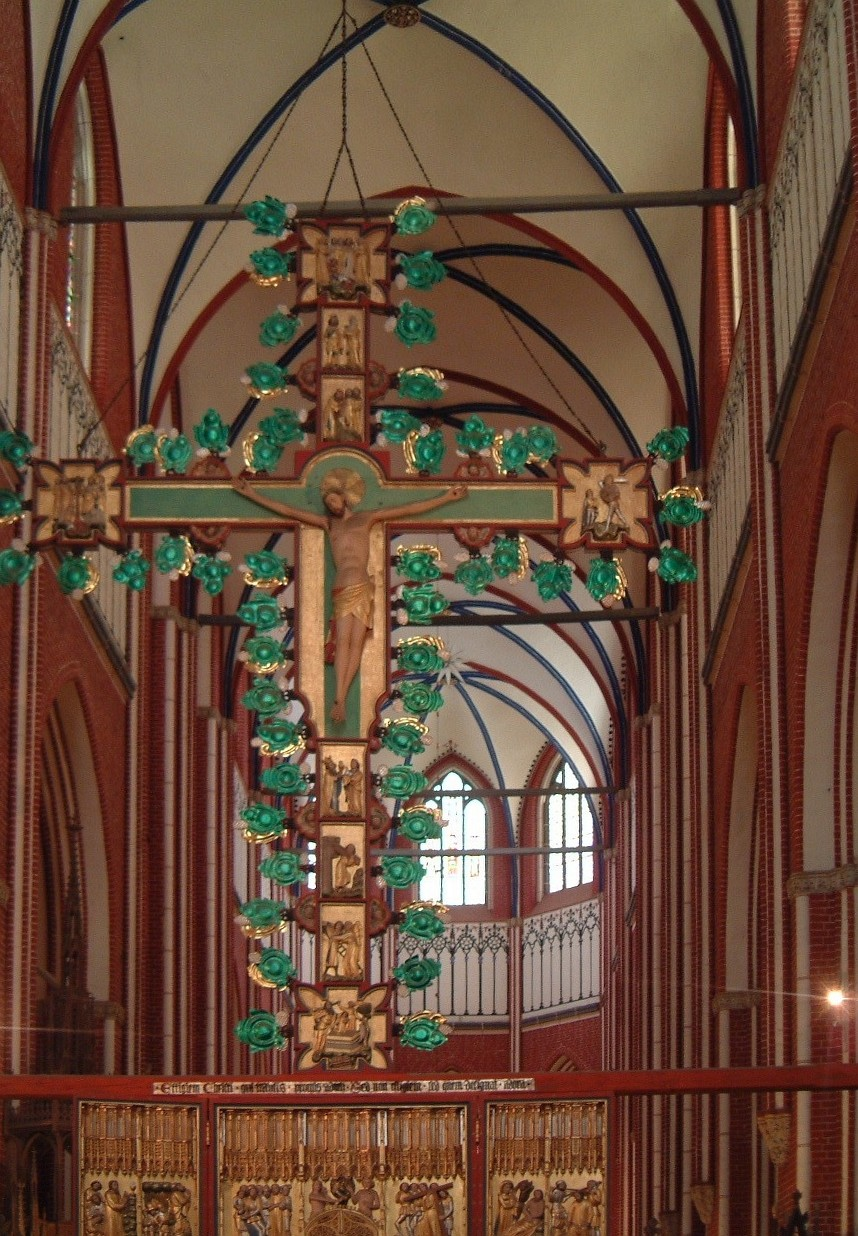
Triumphkreuz als Lebensbaum (Christusseite) im Doberaner Münster.
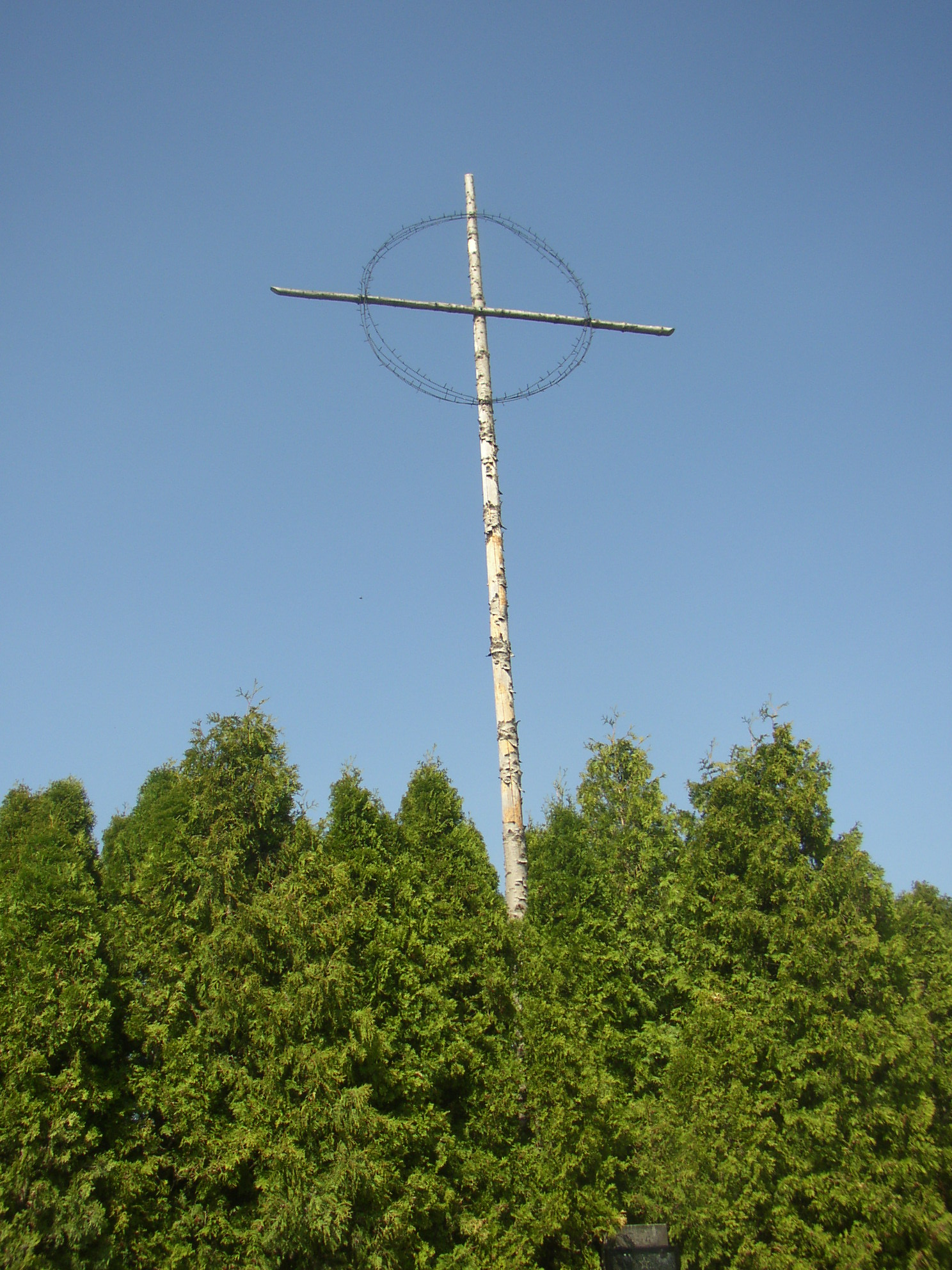
Kreuz in Lidice, 20. Jahrhundert
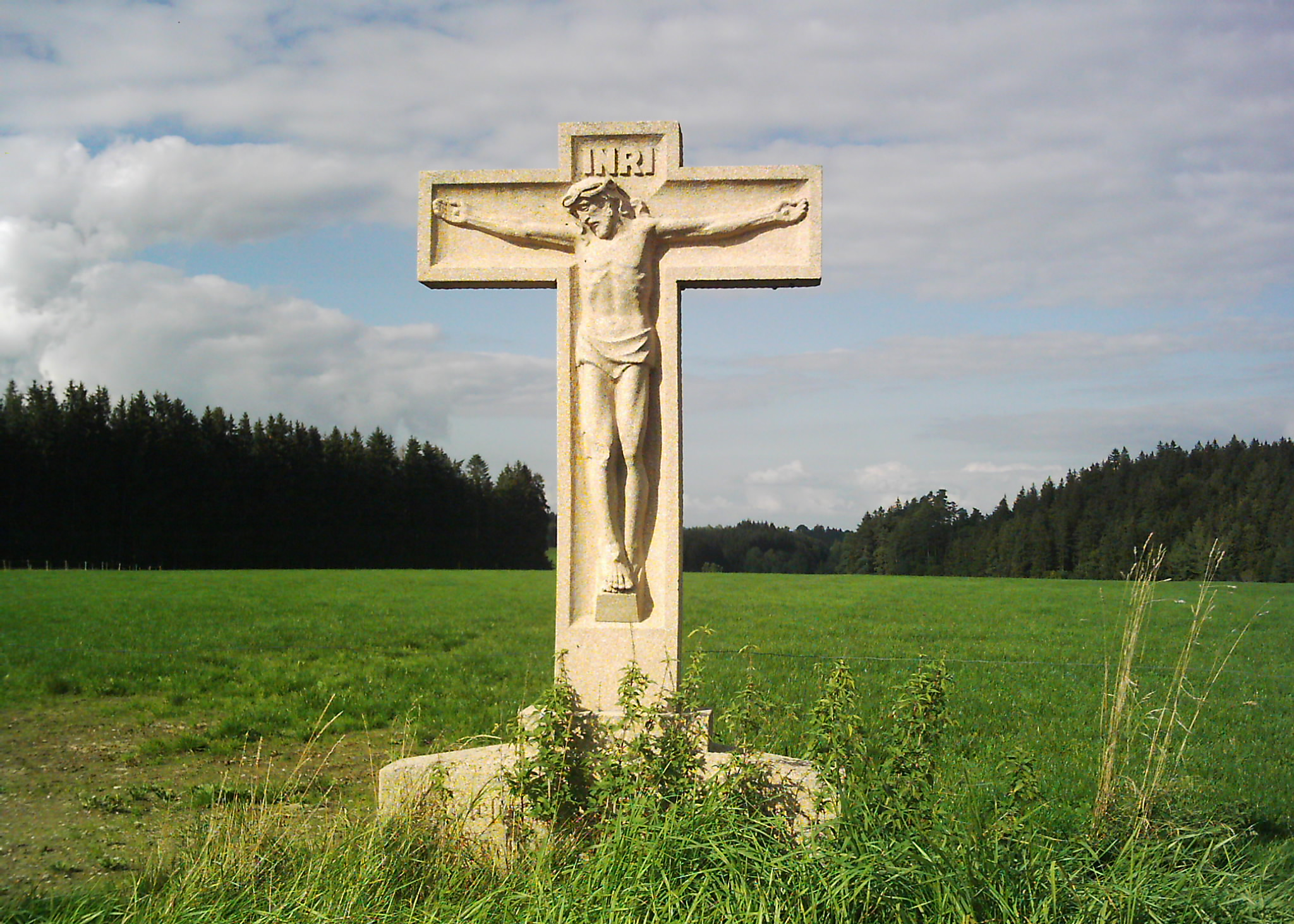
Feldkreuz 19. Jahrhundert
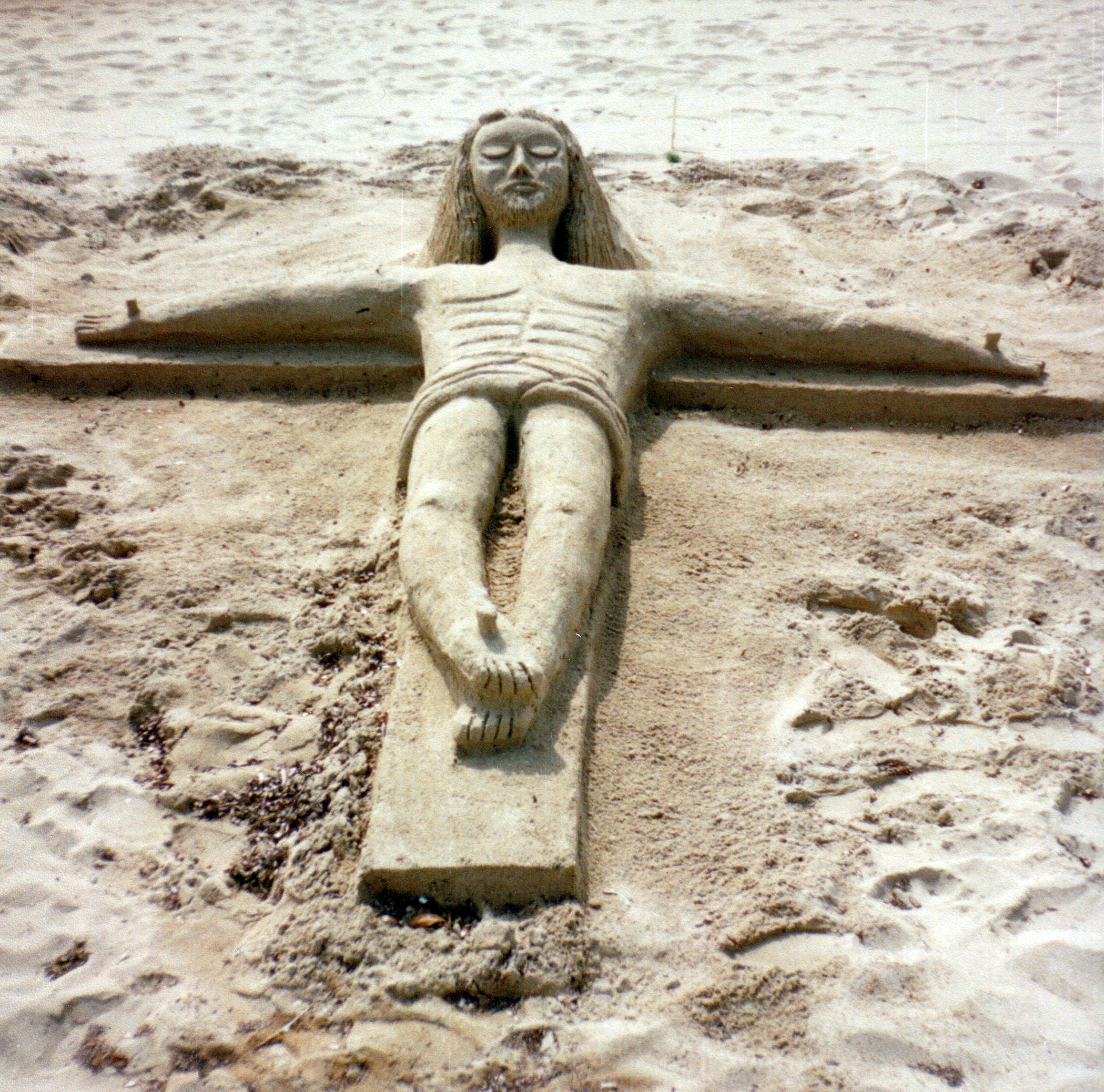
Sandfigur der Kreuzigung Christi
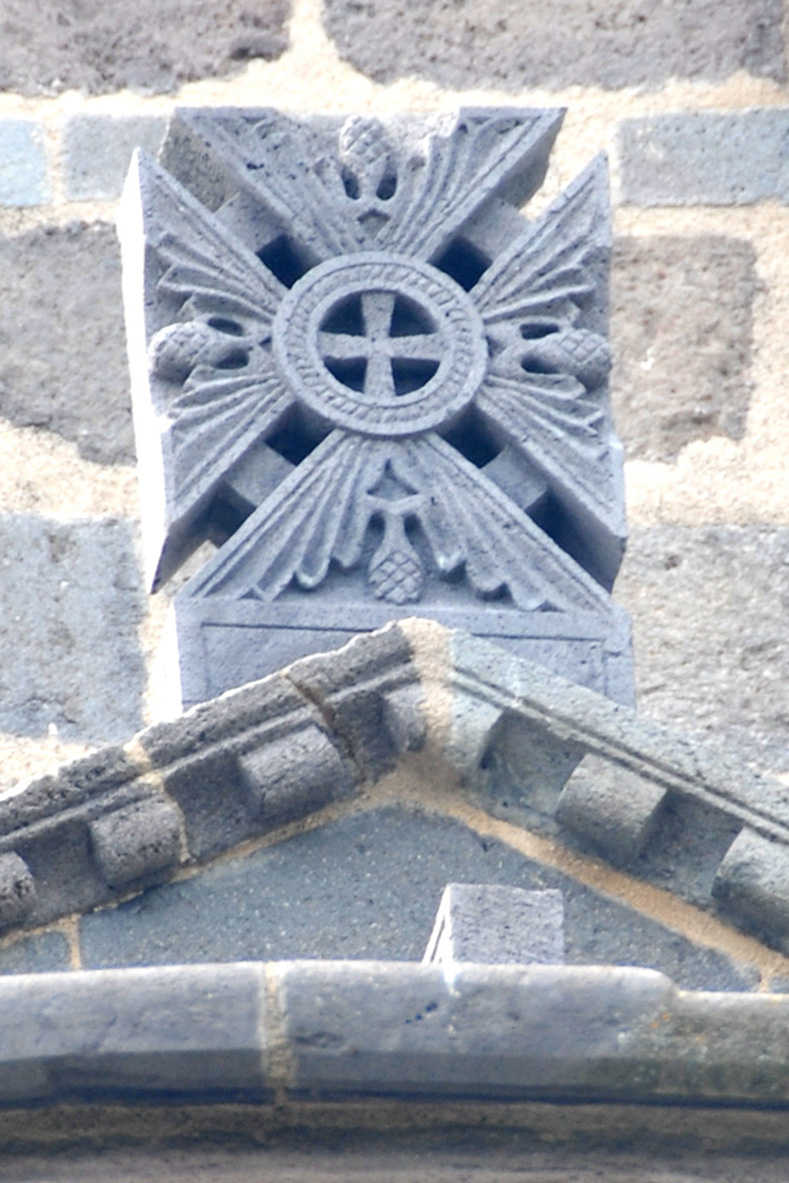
„Tatzenkreuz“ Notre-Dame-du-Mont-Cornadore de Saint-Nectaire
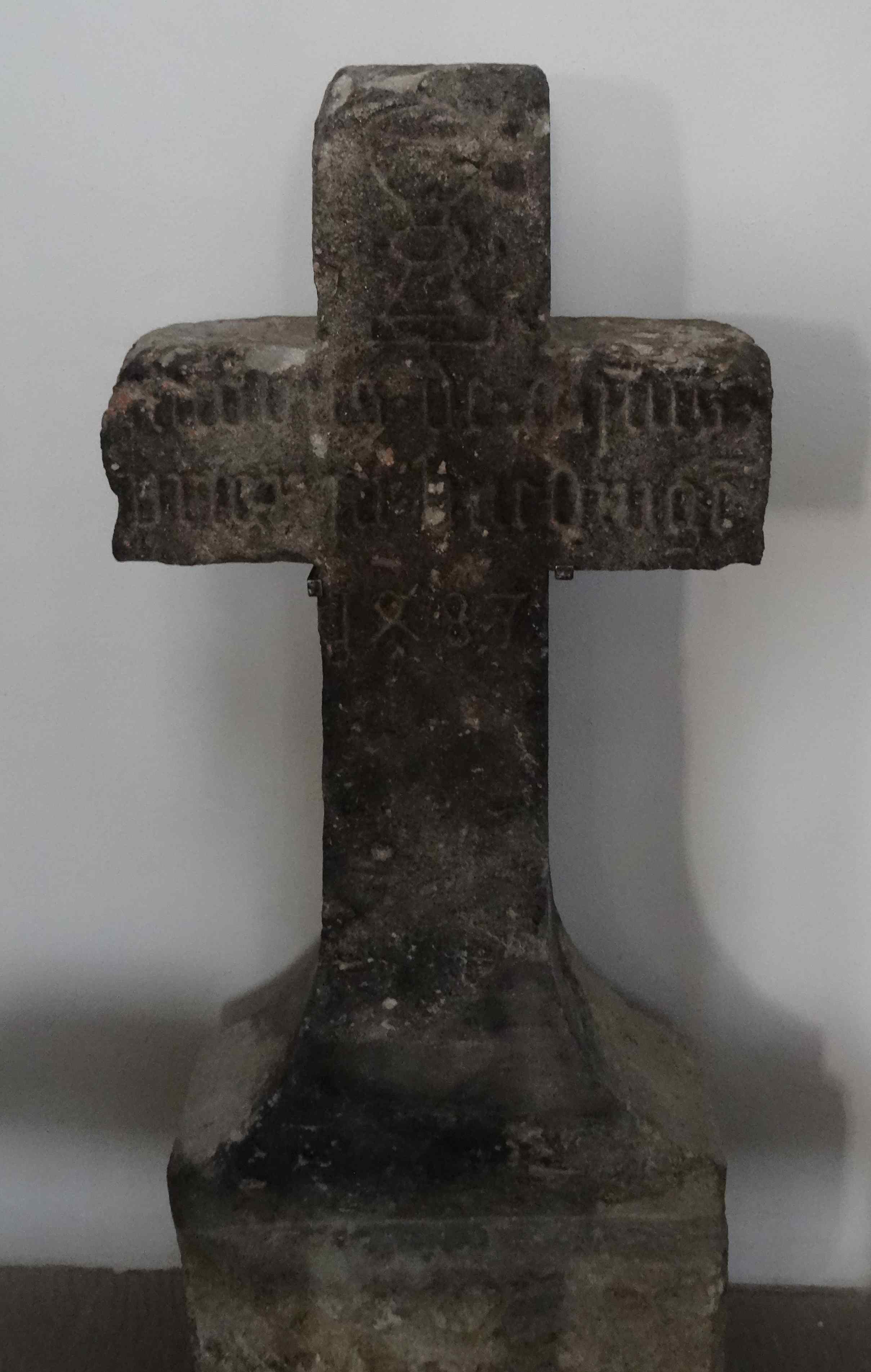
Wegekreuz für Wallfahrer von 1487 in der Wallfahrtskirche Zur Schmerzhaften Mutter in Bödingen
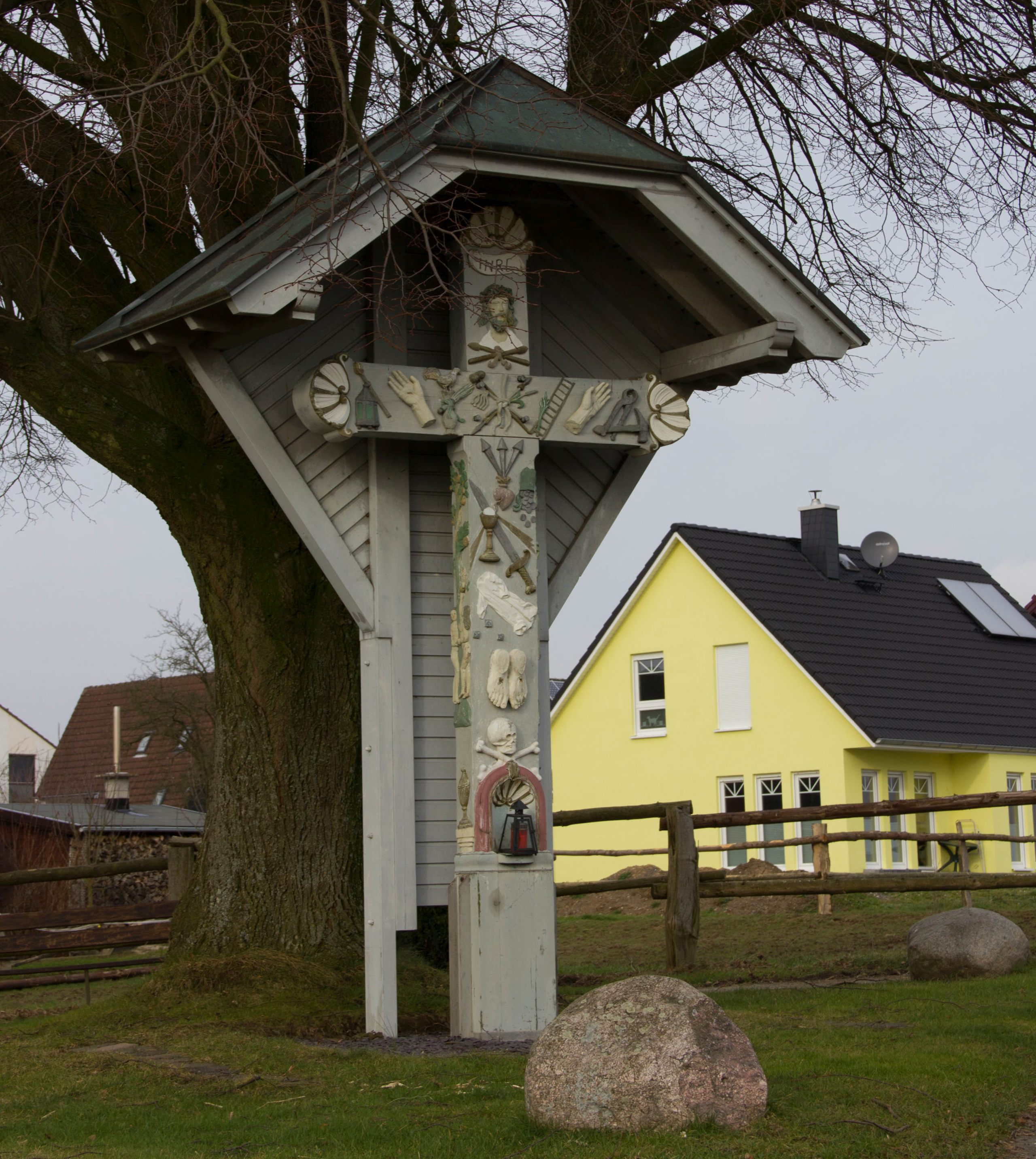
Arma-Christi-Kreuz in Lohmar-Algert
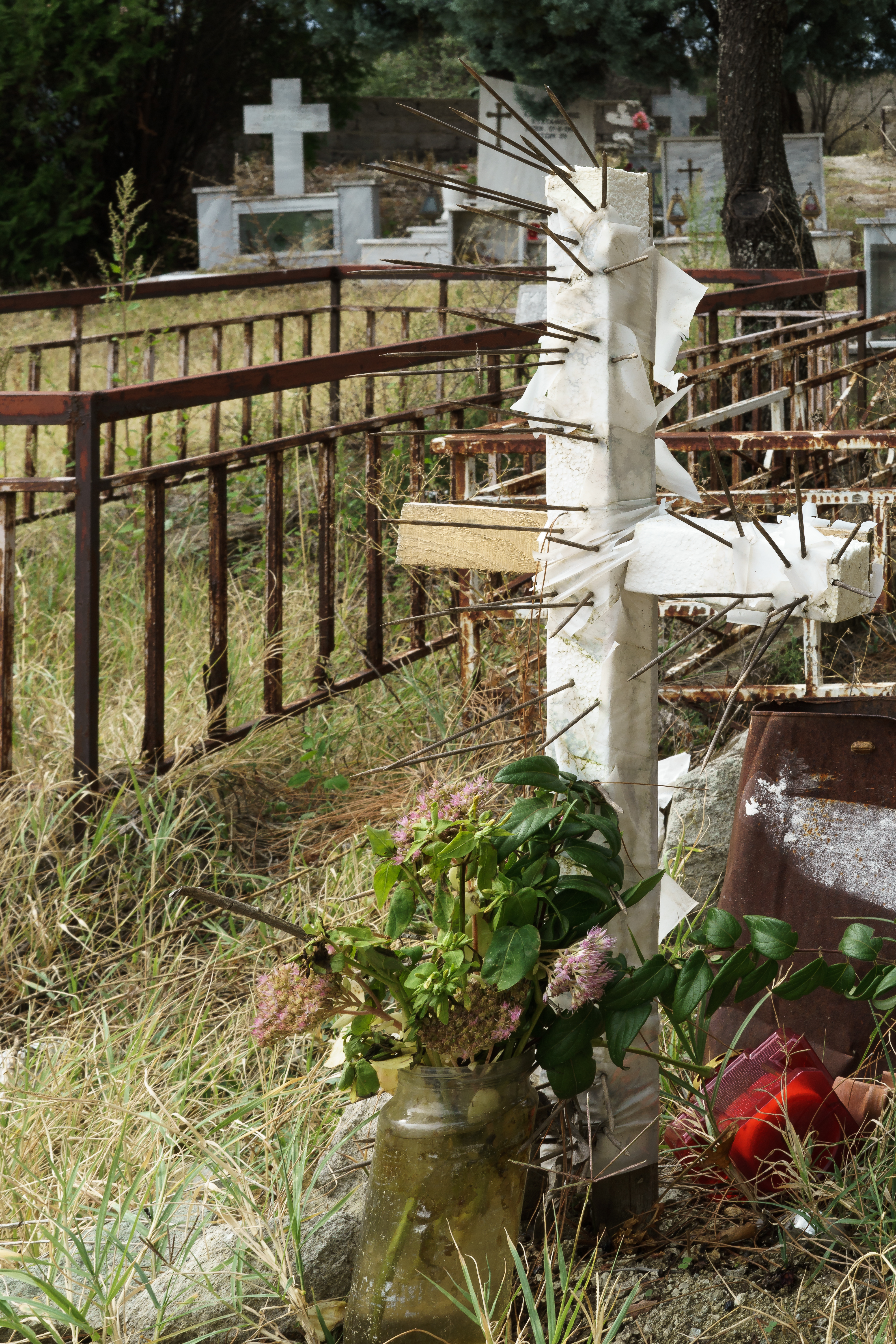
Grabkreuz mit Nägeln in Evros / Griechenland
Starkstrom - Jesus am Kreuz - Version 2.o - A.D. 2021
Kirchliche Fahnenspitze aus Messing

## Unicode
Im Codierungssystem Unicode hat das lateinische Kreuz die Codenummern U+271D LATIN CROSS (dezimal 10013, †) sowie U+2020 DAGGER cross, long (dezimal 8224, †).
Für das Kruckenkreuz steht eine Unicode-Glyphe zur Verfügung, und zwar ☩ U+2629 (9769) CROSS OF JERUSALEM (als „Jerusalemkreuz“ bezeichnet: Im englischen Raum werden die beiden Namen manchmal gleichgesetzt) im Unicode-Block Verschiedene Symbole.